# Echinarmadillidium
Echinarmadillidium är ett släkte av kräftdjur. Echinarmadillidium ingår i familjen klotgråsuggor.
Kladogram enligt Catalogue of Life:
| Echinarmadillidium | \| \| Echinarmadillidium absoloni \| \| \| \| \| \| Echinarmadillidium armathianum \| \| \| \| \| \| Echinarmadillidium cycladicum \| \| \| \| \| \| Echinarmadillidium fruxgalii \| \| \| \| |
|                    | \| \| Echinarmadillidium absoloni \| \| \| \| \| \| Echinarmadillidium armathianum \| \| \| \| \| \| Echinarmadillidium cycladicum \| \| \| \| \| \| Echinarmadillidium fruxgalii \| \| \| \| |
|                    | Alloschizidium |
|                    | |
|                    | Armadillidium |
|                    | |
|                    | Ballodillium |
|                    | |
|                    | Cristarmadillidium |
|                    | |
|                    | Cyphodillidium |
|                    | |
|                    | Eleoniscus |
|                    | |
|                    | Eluma |
|                    | |
|                    | Paraschizidium |
|                    | |
|                    | Paxodillidium |
|                    | |
|                    | Platanosphaera |
|                    | |
|                    | Schizidium |
|                    | |
|                    | Trichodillidium |
|                    | |
|                    | Troglarmadillidium |
|                    | |
|                    | Typhlarmadillidium |
|                    | |
|                    | Echinarmadillidium absoloni |
|                    | |
|                    | Echinarmadillidium armathianum |
|                    | |
|                    | Echinarmadillidium cycladicum |
|                    | |
|                    | Echinarmadillidium fruxgalii |
|                    | |

|  | Echinarmadillidium absoloni    |
|  |                                |
|  | Echinarmadillidium armathianum |
|  |                                |
|  | Echinarmadillidium cycladicum  |
|  |                                |
|  | Echinarmadillidium fruxgalii   |
|  |                                |